# Kamenná Poruba, Žilina
Kamenná Poruba este o comună slovacă, aflată în districtul Žilina din regiunea Žilina, pe malul râului Porubský potok⁠(d). Localitatea se află la altitudinea de 484 m deasupra n.m., se întinde pe o suprafață de 14,18 km2 și în 2017 număra 1.842 de locuitori.

## Istoric
Localitatea Kamenná Poruba este atestată documentar din 1365.

## Demografie
| An:                | 1994 | 2004   | 2014   | 2024   |
| ------------------ | ---- | ------ | ------ | ------ |
| Număr de persoane: | 1685 | 1815   | 1857   | 1852   |
| Diferență:         |      | +7,71% | +2,31% | −0,26% |

| An:                | 2023 | 2024   |
| ------------------ | ---- | ------ |
| Număr de persoane: | 1860 | 1852   |
| Diferență:         |      | −0,43% |